# Kinlough
Kinlough (en irlandais : Cionn Locha, signifiant 'tête du lac') est un village situé au nord du Comté de Leitrim. Il se trouve entre les Monts Dartry et l'Océan Atlantique, ainsi qu'entre le fleuve Duff et le fleuve Drowes, à la tête du Lough Melvin. Il borde le Comté de Donegal ainsi que le Comté de Fermanagh, tous deux se situant dans la province d'Ulster, et se trouvant à proximité du Comté de Sligo. Il se trouve à 4 kilomètres à partir de Bundoran dans le Comté de Donegal, et à travers Lough Melvin à partir du village de Garrison, dans le Comté de Fermanagh. 

## Services
Le village possède une bibliothèque, une école maternelle, une école Montessori, une garderie, une école primaire, un terrain communautaire, une salle communautaire, un musée folklorique, une Église d'Irlande ainsi qu'une Église catholique, des pubs, des restaurants et des restaurants avec vente à emporter.

## Données démographiques
Le village compte approximativement 350 habitants depuis la Grande famine irlandaise. En 1925, Kinlough comprend 44 maisons, dont 5 étant autorisées à la vente d'alcool. Le recensement de 2006 montre un accroissement pour la première fois depuis plus d'un siècle. Les chiffres du recensement de l'Irlande de 2011 montre que la population s'élève à 1 018 habitants, représentant une hausse de 47% par rapport à 2006. 

## Attractions touristiques
Le Lough Melvin (en irlandais : Loch Meilbhe) est internationalement reconnu pour sa gamme unique de plantes et d'animaux. Aussi bien que sa migration précoce de Saumon atlantique, le lac compte trois espèces de truite, dont la légendaire Giolla Rua. Le premier saumon de l'année est régulièrement pêché dans le fleuve Drowes coulant du lac. Au sein du bassin hydrographique, le Trollius en voie de disparition, les champs de Molinia, ainsi que des bois de chênes sessiles peuvent y être découverts. Le Lough Melvin enjambe la frontière avec une partie de celui-ci se trouvant à Garrison, dans le Comté de Fermanagh. La vue à partir du village admire les Monts Dartry, souvent appelés erronément 'Monts Aroo' probablement en raison de l'Aroo Lough se trouvant au côté sud des monts. Les monts Ahanlish, Glenade and Truskmore sont également visibles. 
Près de Glenade (à environ une dizaine de kilomètres au sud-est) se trouve Poll na mBear (Grotte des Ours) où certains exemples les mieux conservés d'os d'ours brun irlandais ont été retrouvés par des spéléologues en mai 1997. 

## Enseignement
La Four Masters School est l'école primaire du village. L'école porte le nom des Annales des quatre maîtres, des chroniques de l'histoire médiévale irlandaise rédigées par des historiens irlandais du début du XVIIe siècle. 

## Transport
Kinlough est desservi par deux lignes des Bus Éireann le vendredi sur la ligne 483 vers Sligo, ainsi que la ligne 495 vers Manorhamilton. Les deux lignes relient également Kinlough, Bundoran, et Ballyshannon. 

## Personnalités notoires
- Arthur Kerr (1877–1942), botaniste, né à Kinlough[5].
- James Kilfedder (1928–1995), homme politique unioniste, né à Kinlough[6].